# Chalandry-Elaire
Chalandry-Elaire è un comune francese di 718 abitanti situato nel dipartimento delle Ardenne nella regione del Grand Est.

## Società

### Evoluzione demografica
Abitanti censiti